# Уаджкара
Уаджкара — фараон Древнего Египта, правивший в XXII веке до н. э.
Имя Уадж-Ка-Ра («Процветающий душою [бог] Ра») известно из надписей, относящихся ко второй половине правления XIII династии. Надписи располагаются на части строительной конструкции, найденной в пятом номе Верхнего Египта. Хранится в Каирском музее под номером Е. 41894.
Существуют предположения, что царь был нубийского происхождения. Известно другое его имя — Хор-Деме Дж-Иб-Тауи («Сердцем объединяющий две земли»). 